# Sebastiano Traetta
Sebastiano Traetta (Altamura, XVI sec. – ...) è stato un musicista e religioso italiano.

## Biografia
Secondo quanto ricostruito dallo storico Ottavio Serena (1895) Sebastiano Traetta nacque probabilmente nella seconda metà del XVI secolo. Il frate domenicano Padre Ambrogio del Giudice afferma di aver cantato le Lamentazioni di Angelo Ignannino proprio sotto la direzione di Sebastiano Traetta, "altamurano celebre musicista e principe dei musicisti nella patria Regia Cattedrale". Probabilmente rimase maestro di musica presso la stessa cattedrale di Altamura fino al 1625 o 1630.
Era sacerdote ed ebbe molti parenti artisti tra i quali un fratello, di nome Nicolò. Serena sostiene che probabilmente uno dei discendenti di tale fratello Nicolò fu il noto musicista Tommaso Traetta.